# Condomínio da Bósnia e Herzegovina
```
   [[Categoria:Estados extintos da Europa|Bósnia e Herzegovina, 
1878
]]
```

O condomínio austro-húngaro da Bósnia e Herzegovina foi um condomínio constituído após a anexação da Bósnia e Herzegovina pela Áustria-Hungria em 1908, após a sua ocupação em 1878, nos termos do Tratado de Berlim.

## História
Apesar de uma força ocupante austro-húngara rapidamente subjugar a resistência armada inicial sobre a retomada da Bósnia e Herzegovina, as tensões permaneceram em certas partes do país (particularmente na Herzegovina) e uma emigração em massa de dissidentes predominantemente muçulmanos ocorreu. No entanto, um estado de relativa estabilidade foi alcançado em breve e as autoridades austro-húngaras foram capazes de embarcar em uma série de reformas sociais e administrativas, que pretendia tornar a Bósnia e Herzegovina uma "colônia-modelo". Com o objetivo de estabelecer a província como um modelo político estável que ajudaria a dissipar o crescente nacionalismo dos eslavos do Sul, o governo dos Habsburgos fizeram muito para codificar as leis, com a introdução de novas práticas políticas e, geralmente, para proporcionar a modernização.

### Relações étnicas
A política austro-húngara defendeu o ideal de uma nação pluralista e multi-confessional na Bósnia. A Junta Imperial do Ministro das Finanças e da Administração, em Viena da Bósnia, Benjamin Kállay promoveu a Bošnjaštvo, uma política que visava a inspirar nas pessoas da Bósnia "um sentimento de que pertenciam a uma nação grande e poderosa" e ver os bósnios, como "falantes de um idioma bósnio e divididos em três religiões com igualdade de direitos."  A política de tentativa de isolar a Bósnia e Herzegovina a partir de seus vizinhos irredentistas (dos ortodoxos da Sérvia, dos católicos da Croácia, e dos muçulmanos do Império Otomano) e negar o conceito do nacionalismo dos croatas e sérvios que já tinha se espalhado para os católicos da Bósnia e Herzegovina e pelas comunidades ortodoxas das vizinhas Croácia e Sérvia, em meados do século XIX. Os croatas e os sérvios que se opõem à política, ignoravam nacionalidade bósnia e buscavam reivindicar os bósnios muçulmanos como sua própria, um movimento que foi rejeitado pela maioria dos muçulmanos da Bósnia..  Após a morte de Kallay, a política foi abandonada e pela segunda metade da década de 1910, o nacionalismo era um elemento integrante da política da Bósnia, com partidos políticos nacionais, correspondentes aos três grupos dominantes nas eleições.
A ideia de um estado unificado dos eslavos do Sul (em geral, deverá ser dirigido pelo independente Reino da Sérvia) tornou-se uma ideologia política popular na região, neste momento, incluindo na Bósnia e Herzegovina. A decisão do governo austro-húngaro de anexar formalmente a Bósnia e Herzegovina em 1908, adicionou um sentimento de urgência entre estes nacionalistas. As tensões políticas causadas por tudo isso culminaram em 28 de junho de 1914, quando um jovem nacionalista sérvio, Gavrilo Princip, assassinou o herdeiro do trono austro-húngaro, o arquiduque Francisco Ferdinando, em Sarajevo, em um evento que provou ser a faísca que desencadeou a Primeira Guerra Mundial. Apesar de alguns bósnios morrerem servindo nos exércitos de vários estados em guerra, a Bósnia e Herzegovina conseguiu escapar do conflito relativamente incólume.

### Religião
O imperador da Áustria-Hungria tinha a capacidade de nomear e exonerar os líderes religiosos e controlar financeiramente estabelecimentos religiosos criados por meio de acordos com o papado, o patriarcado e o Sheikh ul-Islam
A ocupação da Bósnia e Herzegovina levou a grandes reformas da Igreja Católica naquele país, depois de séculos no Império Otomano. Em 1881, Vrhbosna foi elevada a arquidiocese e as dioceses de Banja Luka e Mostar-Duvno foram formadas. O trabalho começou na Catedral do Coração de Jesus em Sarajevo em 1884 e foi concluído em 1889.

## Demografia
| Ano  | Muçulmanos | %     | Ortodoxos | %     | Católicos | %     | Judeus | %    | Total     |
| ---- | ---------- | ----- | --------- | ----- | --------- | ----- | ------ | ---- | --------- |
| 1879 | 448 613    | 38,7% | 496 485   | 42,9% | 209 391   | 18,1% | 3 675  | 0,3% | 1 584 164 |
| 1885 | 492 710    | 36,9% | 571 250   | 42,8% | 265 788   | 19,9% | 5 805  | 0,4% | 1 336 091 |
| 1895 | 548 632    | 35%   | 673 246   | 42,9% | 334 142   | 21,3% | 8 213  | 0,5% | 1 568 092 |
| 1910 | 612 137    | 32,2% | 825 418   | 43,5% | 434 061   | 22,9% | 11 868 | 0,6% | 1 898 044 |